# 力王
《力王》是由藍乃才編導的香港動作電影，改編自日本漫畫家猿渡哲也同名作品。因为电影里的内容大量血腥暴力，分级为三级（18禁）。

## 劇情概要
阿力在七、八歲之時，因為力大如牛，善鬼叔叔將阿力改名為「力王」。善鬼叔叔看見力王長大樣子雖然變了，但一股牛勁卻是沒改變，因此指導力王運氣，並傳授硬氣功，在這段期間練得不少功力，使力王明白使力不是只用蠻力，需要卸力才能靈巧控制力道，才能保護自己且可以收發自如。
在高三那年，力王女友瑩瑩看見關刀手下販毒被抓，情急之下跑向天台，卻失足墜樓身亡，力王為此向關刀尋仇，因為失手殺死關刀，因此入獄。
力王入獄第一天報到，被獄警的金屬偵測器感應到，獄警以為私藏武器，經過X光照射後得知力王身體裡有五顆子彈並未取出，之後被分派進入北倉囚禁。老馬與山貓發生衝突，被力王瞧見山貓拿木刨削去老馬的鼻子，山貓正當轉頭離開，力王順腳絆倒山貓，為此事受傷的山貓派傻龍奪取力王性命，沒想到傻龍與山貓分別被力王一拳一個給當眾打死，驚動了副所長單眼蛇，單眼蛇以為力王有任務在身，企圖從他身上套出消息，不改本色的力王惹惱單眼蛇，單眼蛇當著力王面前揉爛瑩瑩的照片。
力王之後奪回瑩瑩的照片同時也得罪副所長，單眼蛇派北倉倉主嗚海執行家法來對付力王，但仍然不敵力王，被力王一拳打碎頭骨死亡，嗚海死後，有人發現嗚海的乾兒子阿沙與力王走得很近，西倉倉主黃泉懷疑阿沙會將罌粟田的事給走風而將阿沙扒皮致死，因阿沙死狀過於悽慘，力王憤而焚毀西倉的罌粟田，大火引起黃泉與南倉白神注意，原本想聯手殺死力王，這時零號警報發布以及東倉泰山攪局，強迫全部犯人回所，如不回所，定被機關槍射死，所以黃泉與白神殺不了力王。典獄長聞知此事大怒，並派東倉泰山對力王求刑問供，但卻被力王擊倒，之後力王從牢中脫困但卻救不到唵唵一息的泰山而義氣用事被典獄長早已設定好的機關陷害被囚禁，送到廣場活埋七天，典獄長說：如果力王能熬過七天，就會放了力王。
七天後，力王依然無事，但是典獄長使詐，將力王打暈，被送到拷問室讓單眼龍，白神，黃泉嚴刑拷問為何燒毀罌粟田。
之後獄友阿發送飯給力王，力王非常感激，不料卻被單眼蛇收買的犯人百足發現並且告知單眼蛇，讓阿發被單眼蛇殺死，力王與其他獄友們激憤，所有受屈不平之事皆在此刻爆發，大伙將希望投在力王為阿發報仇，力王一拳殺死百足並且押著單眼蛇向典獄長見面，單眼蛇被氣憤的典獄長用氣壓手槍一槍射死，眼看監獄全因力王而發生暴動，黃泉與白神前來對付力王，一陣對決之後，黃泉被力王打斷腳踝，扯斷雙手，白神看大勢已去本想逃走，但被典獄長用氣壓手槍打死，最後由典獄長親手對付力王，發現典獄長跟力王一樣是同一個師門的師兄弟，力王被典獄長的力量節節壓制，最後力王用以柔克刚將典獄長丟進絞肉機絞死了典獄長，並拿下了他的頭給所有人看，之後一拳擊破監獄的牆，向獄友們大喊一聲大家可以回家了，釋放所有的獄友。

## 演員
| 演員                  | 角色     | 備註                                           |
| 樊少皇                | 賀力王   | 囚犯、主角                                     |
| 葉蘊儀                | 瑩瑩     | 力王女友                                       |
| 大島由加利            | 黃泉     | 西倉天王                                       |
| 陳治良                | 嗚海     | 北倉天王                                       |
| 杉崎浩一              | 泰山     | 東倉天王                                       |
| 黃桂洪（騎師）        | 白神     | 南倉天王                                       |
| 丹波哲郎              | 善鬼叔叔 | 力王硬氣功的啟蒙教師                           |
| 曾近榮                | 老馬     | 力王獄友                                       |
| 樊梅生 （樊少皇父親） | 單眼蛇   | 副所長，遭典獄長開槍擊斃                       |
| 何家駒                |          | 典獄長，與力王師出同門（最後變身為林雪做替身） |
| 林雪                  |          | 山貓手下（同時做何家駒變身的替身）             |
| 黃國良                |          | 典獄長之子                                     |
| 陳國邦                | 阿沙     | 嗚海乾兒子                                     |
| 黃志強                | 關刀     | 青龍幫頭頭                                     |
| 林啟榮                | 山貓     | 大棚倉組長                                     |
| 郭振鋒                | 阿廣     | 力王獄友                                       |
| 龍彪                  | 葉明     | 囚犯                                           |
| 陳敬                  | 百足     | 山貓手下                                       |
| 江浪                  |          |                                                |
| 凌志雄                |          |                                                |
| 張耀星                |          |                                                |
| 蔡國平                |          |                                                |
| 何永祥                |          |                                                |
| 張旭燊                |          |                                                |
| 馮耀宗                |          |                                                |
| 林富偉                |          |                                                |
| 劉崇峰                |          |                                                |

## 相關作品
- 力王之真正敵人（Power King，2002年）
- 力王之黑色擂台（The Boxing King，2002年）
- 力王Ⅱ之中國拳霸（Story of Ricky 2 : Dint King Inside King，2004年）

## 與原著比較
由於當年出版漫畫版的天龍出版社連載至雜賀力王擊破監獄的牆之後離開，所以電影版的故事可以說完全依照所知的漫畫版劇情。
其中有兩個最大分別：
1. 電影版沒有提及力王的孿生弟弟「那智」，這是由於當年故事情節沒有交代那智的身份。
2. 葉蘊儀所飾演的角色。在原著之中，離家出走的力王在旅途上幫助送外賣的小女孩螢子，而成為朋友。及後螢子因為被車撞到。雖然被送到醫院，卻因為醫院所用的藥是來自黑社會頭目「港南組的桑原滲入雜質的藥」（強迫醫院去買），螢子因此成為植物人。力王也因此立刻去找桑原算帳，將他打至殘廢，因而入獄[1]。

## 拍攝地點
- 澳門路環監獄

## 評論
2012年科技網站「io9」選出《力王》為排名史上最血腥、恐怖的電影第一名。

## 其他
時至今日，電影結尾的最後一句台詞「大家可以回家啦！」，作為網路迷因廣為流傳。
其用法大致為某件事落幕之後，用以告訴大家可以結束討論或是戲謔地表示某事已經沒戲唱了。隨著情況不同，亦有許多「大家可以ＯＯ啦！」的變體。

從草創時期發展茁壯的知名格鬥電玩賽事「EVO」亦會在賽事結束時播放英配版力王結尾，這項傳統即使在此活動被Play Station買下後，也依舊維持至今。

## 外部連結
- 開眼電影網上《力王》的資料（繁體中文）
- 豆瓣电影上《力王》的資料 （简体中文）
- 时光网上《力王》的資料（简体中文）
- AllMovie上《力王》的资料（英文）
- 爛番茄上《力王》的資料（英文）
- 香港影庫上《力王》的資料（繁體中文）
- 互联网电影数据库（IMDb）上《力王》的资料（英文）
- allcinema RIKI-OH／力王（页面存档备份，存于）